# Agathia elismobathra
Agathia elismobathra là một loài bướm đêm trong họ Geometridae.